# Bufera di neve: Annibale e il suo esercito attraversano le Alpi
Bufera di neve: Annibale e il suo esercito attraversano le Alpi (Snow Storm: Hannibal and His Army Crossing the Alps) è un dipinto a olio su tela (145 × 236,5 cm) del pittore inglese William Turner, realizzato nel 1812 e conservato al Tate Britain di Londra.

## Storia

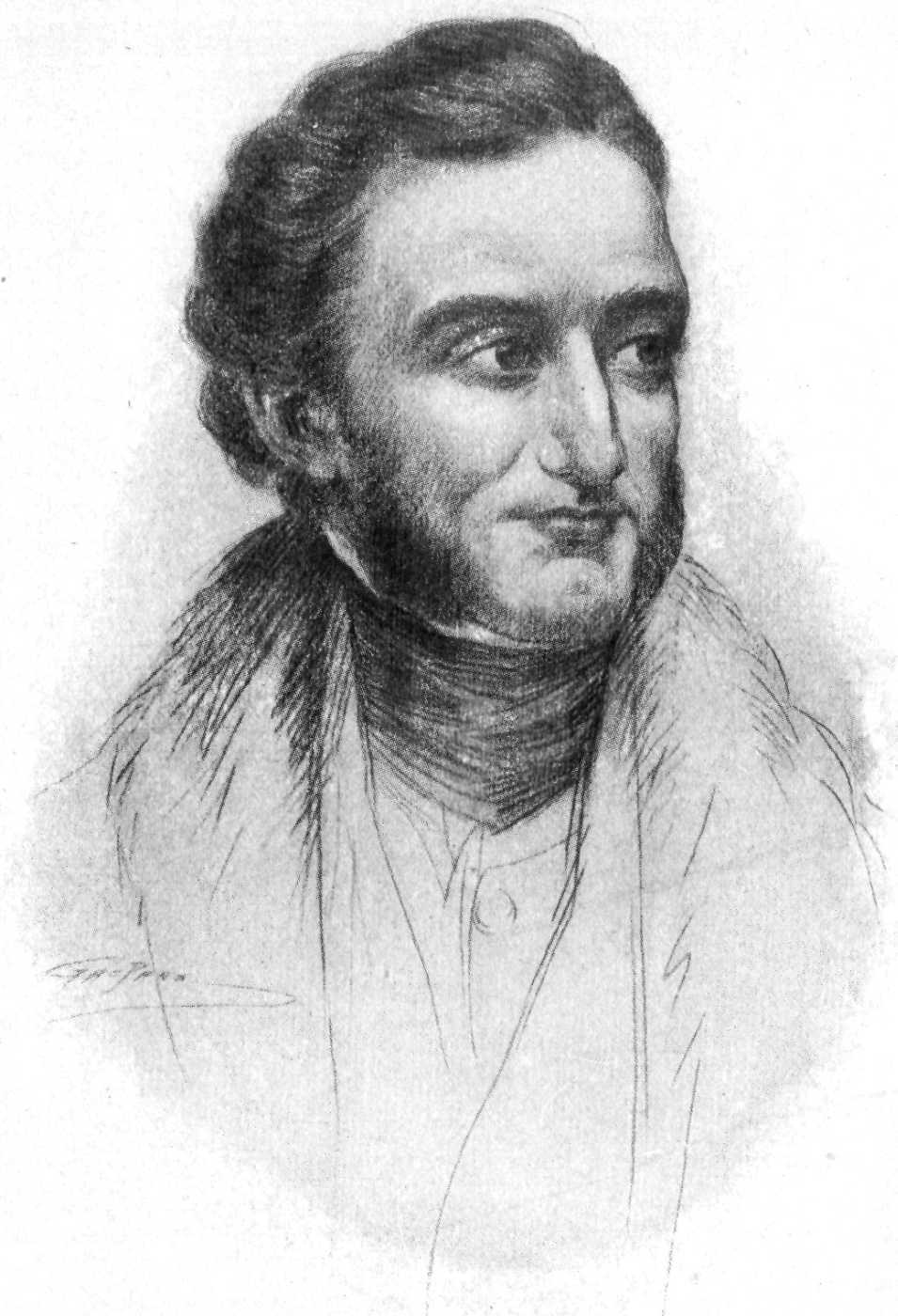
Ritratto di William Turner, autore della Bufera di neve

Il dipinto, presentato da Turner alla Royal Academy nel 1812, fu incluso tra i lavori del Lascito Turner 1856 e poi trasferito alla Tate Gallery nel 1910. Al momento dell'esposizione l'opera era corredata con alcuni versi tratti da Fallacies of Hope, un poemetto incompiuto di mano dello stesso artista:
Vi sono altre fonti letterarie e figurative specifiche per questo dipinto che vanno rintracciate in The Mysteries of Udolpho, romanzo gotico di Ann Radcliffe pubblicato nel 1794, e un quadro oggi disperso di John Robert Cozens che pure raffigurava le peripezie di Annibale. Il Cozens, come molti artisti dell'epoca, in quel quadro si lasciò sedurre dal mito di Napoleone, trasfigurandolo nelle vesti di un moderno Annibale; anche Turner fu sensibile all'influenza del generale corso, soprattutto quando in visita a Parigi si recò nell'atelier di David, impegnato in quegli anni nell'esecuzione del Napoleone al passo del Gran San Bernando, che già ventilava il parallelismo tra Napoleone e l'eroe cartaginese. Il dipinto, secondo alcuni, è persino carico di precise valenze simboliche a sfondo politico, e sono stati in molti all'epoca a intravedervi una stringente analogia tra le guerre puniche e il conflitto tra Inghilterra e Francia. Oltre a ciò, significativa per l'esecuzione dell'opera fu la visione di una terribile tempesta di neve che colse Turner nel 1810, durante il soggiorno nello Yorkshire: l'artista, vivamente impressionato dalla violenza e dalla drammaticità delle forze della natura, giunse persino ad immortalare la bufera sul retro di una lettera, mediante la stesura di rapidi appunti grafici.

Il dipinto raffigura l'armata cartaginese di [Annibale] colta da una bufera di neve mentre valica le Alpi. Turner, dunque, si rivolge a un tema storico: il dipinto è caratterizzato da un'assoluta preponderanza del tema del paesaggio, a tal punto che i soldati appaiono come una massa nera e brulicante, completamente in balia della forza tiranna degli elementi naturali. Con questo espediente pittorico Turner intende sottolineare la piccolezza materiale dell'uomo e la sua sostanziale impotenza nei confronti della Natura.
Il protagonista assoluto del dipinto è il cielo, che ricopre la maggior parte della tela. La natura si sta scatenando, dando vita a fenomeni temporaleschi sempre violenti e spettacolari e a vorticosi ammassi di neve e di nebbia. Le grandi masse di neri e di grigio-verdi intensi vanno così a formare una pesante cortina atmosferica, appena squarciata dalla luce tremolante di una massa globulare appena accennata (il sole? la luna?) che si libra alta nel cielo, nella parte superiore del dipinto, premonitore del tragico destino che attende i Cartaginesi.
L'irregolarità dello schema geometrico-prospettico del dipinto (che non si articola su assi geometrici precisi) e la potenza annientatrice dell'evento atmosferico effigiato, reso con pennellate violente e vorticose, sopraffanno l'osservatore con un'opprimente sensazione di sbigottimento ed angoscia. La contemplazione della bufera, tuttavia, è accompagnata anche da un senso di ammirazione e riverenza, per via dell'inconoscibilità e del mistero del soggetto effigiato. Nell'animo dell'osservatore, dunque, prospera un sentimento ambivalente che passa dal terrore al piacere, in pieno accordo con la poetica romantica del [sublime], della quale Turner fu uno degli interpreti più sensibili ed appassionati.